# Гандер, Владимир Александрович
Владимир Александрович Гандер (12 марта 1864 — 10 января 1939) — советский тифлопедагог.

## Биография
Владимир Александрович Гандер родился в Киеве 12 марта 1864. Получил специальное педагогическое образование и с 1886 года начал свою педагогическую деятельность в Сосницком уездном педагогическом училище Черниговской губернии. С 1897 года инспектор училища для слепых в Воронеже. В 1898 году изучает систему воспитания и обучения слепых в России и за границей. Для этого ездит в заведения для слепых в Санкт-Петербурге, а затем изучает постановку воспитания слепых в Венском, Дрезденском и Берлинском институтах для слепых. В 1910 году назначается инспектором Харьковского училища для слепых. С 1898 по 1913 год Гандер активно участвовал в съездах учителей слепых России и в международных конгрессах учителей слепых за границей. С 1913 по 1919 год руководил учебной частью Московского училища для слепых. С 1918 года активно участвует в организации обучения слепых в советской России. В 1920 году назначается заведующим детского дома для слепых. В 1920-е годы организовал кафедру тифлопедагогики и заведовал ей с 1922 года; кафедра находилась сначала в Педагогическом институте детской дефективности, а потом с 1925 года во 2-м Московском государственном университете.
Работал профессором в московском и ленинградском педагогических институтах. Заведовал в Учпедгизе редакцией литературы для школ слепых, умственно отсталых и глухих. Умер в Москве 10 января 1939. Похоронен на Новодевичьем кладбище. Оставил после себя двоих детей: Дмитрия Владимировича Гандера (профессора, доктора психологических наук), Константина Владимировича Гандера (без вести пропал во время гражданской войны).

## Педагогическая деятельность и вклад в развитие отечественной тифлопедагогики
С самого начала своей педагогической деятельности Владимир Александрович Гандер привлекал внимание общественности к положению слепых выступлениями, выставками, статьями в прессе. Благодаря его деятельности удалось собрать значительные суммы на постройку новых зданий в училищах для слепых, в которых он работал инспектором. Он организовал перепись слепых в Харьковской губернии, что позволило получить научные данные о численности слепых, их возрасте, источниках существования, социальном положении. Перепись имела большое значение, так как на её основе В. А. Гандеру удалось заинтересовать земства и города и, в конечном счете, добиться от них учреждения школьных стипендий для слепых детей и участия в содержании школ для слепых. Это позволило наладить в Харьковской губернии обучение всех слепых детей школьного возраста. 
В своей педагогической деятельности В. А. Гандер настойчиво утверждал концепцию политехнического обучения и предпринимал конкретные практические шаги для включения слепых в активную деятельность, общественно полезный труд. Ученики в училищах под его руководством не только получали профессиональную подготовку, но и трудоустраивались после окончания училища в мастерских с общежитием или обеспечивались работой на дому. 
В. А. Гандер утверждал, что в своей практической деятельности слепые идут в ногу со зрячими; слепой не представляет «особый тип» человека. В результате правильной постановки политехнического обучения он получает возможность участвовать в общественно полезном труде и являться социально полноценным. Он критикует позицию западной тифлопедагогики по отношению к слепому как объекту опеки и человеку, зависящему от филантропии, он говорил о том, что слепой является полноправным гражданином в общественной и личной жизни. Он боролся за выделение группы слабовидящих, открытие классов и школ для слабовидящих детей. В 1930-е годы В. А. Гандер ведёт активную редакторскую и издательскую деятельность. Он проделал большую работу по созданию учебников, а также обширной библиотеки литературы для слепых по Брайлю, методической литературы для учителей средней школы для слепых. Он перевёл и отредактировал работы ведущих западных тифлопедагогов и тифлопсихологов. Всё вышеперечисленное позволяет назвать В. А. Гандера одним из основоположников отечественной тифлопедагогики.

## Труды
- «Численность и состав слепых Харьковской губернии. Статистическое исследование» (1912)
- «Первоначальное воспитание и обучение слепых детей» (1934)